# Сан Монетје
Cenne-Monestiés (фр. Cenne-Monestiés) насеље је и општина у јужној Француској у региону Лангдок-Русијон, у департману Од која припада префектури Каркасон.
По подацима из 2011. године у општини је живело 381 становника, а густина насељености је износила 49,1 становника/km². Општина се простире на површини од 7,76 km². Налази се на средњој надморској висини од 180 метара (максималној 310 m, а минималној 145 m).

## Демографија
| 1962. | 1968. | 1975. | 1982. | 1990. | 1999. | 2011. |
| ----- | ----- | ----- | ----- | ----- | ----- | ----- |
| 302   | 332   | 322   | 309   | 285   | 310   | 381   |

График промене броја становника у току последњих година